# Anna Maria Rizzoli
Anna Maria Rizzoli, auch Annamaria (* 26. August 1951 oder 1953 in Rom) ist eine italienische Schauspielerin. Sie erlangte größere Bekanntheit durch ihre Mitwirkung in italienischen Sex-Klamotten der späten 1970er und frühen 1980er Jahre.

## Leben
Rizzoli begann ihre Karriere zunächst beim nationalen Fernsehen Italiens in nächtlich ausgestrahlten erotischen Formaten wie „Playboy di mezzanotte“. Häufig war sie als Model beschäftigt und war mehrfach Titelmädchen der italienischen Playboy-Ausgabe. Mitte der 1970er-Jahre debütierte sie beim Film, in Erotik-Filmkomödien. Als Starlet, dem blonden Pendant von Edwige Fenech, ebenfalls hochgewachsen und blendend aussehend, spielte sie in etwa 20 Produktionen an der Seite von Kollegen wie Renato Pozzetto, Lino Banfi, Gastone Moschin und Paolo Villaggio. Sie brachte dabei auch Bühnenerfahrung ein, die sie in Rollen neben Walter Chiari, Massimo Ranieri und Mike Bongiorno erworben hatte – mit letzterem präsentierte sie auch das Sanremo-Festival 1979. Nach ihrer Eheschließung zog sie sich in den 1980er Jahren zunächst ins Privatleben zurück, ehe sie nach der Trennung von ihrem Ehemann wieder der Schauspielkunst zuwandte und unter der Regie von Giorgio Strehler auftrat. Gelegentlich ist die in Mailand lebende Darstellerin in Fernsehrollen zu sehen.

## Filmografie (Auswahl)
- 1975: Der Kleine mit dem dicken Hammer (Il padrone e l'operaio)
- 1978: Heroin (Milano... difendersi o morire)
- 1979: Entschuldigen Sie, sind Sie normal? (Scusi, lei è normale?)
- 1979: Eine total verrückte Kompanie (Riavanti… Marsch!)
- 1980: Zwei tote Hosen sahnen ab! (Uno contro l'altro, praticamente amici)
- 1980: Die Schulschwänzerin (La ripetente fa l'occhietto al preside)
- 1980: Ein Bankangestellter in Nöten (Rag. Arturo De Fanti, bancario - precario)
- 1981: Ein nackter Po im Schnee (La settimana bianca)
- 1981: Die Mausefalle im Stundenhotel (La cameriera seduce i villeggianti)
- 1982: Das verrückteste U-Boot der Welt (Il sommergibile più pazzo del mondo)
- 1983: Der Herzensbrecher (Le bourreau des coeurs)